# Christian Heuck
Christian Heuck (* 18. März 1892 in Heuwisch, Dithmarschen; † 23. Februar 1934 in Neumünster) war Reichstagsabgeordneter der KPD von 1930 bis 1933. Heuck wurde 1934 von SS-Mitgliedern im Gefängnis von Neumünster ermordet.

## Leben
Heuck wurde 1892 in Heuwisch geboren und besuchte die Volksschule in Wesselburen. Er war Soldat im Ersten Weltkrieg. Heuck betrieb zwischen 1918 und 1920 einen Pferdehandel in Wesselburen und anschließend bis 1922 einen Gemüseversandhandel.
Seine politische Karriere begann gleich nach der Novemberrevolution, als er zweiter Vorsitzender des Arbeiterrates in Wesselburen wurde. Er gründete nach der Heimkehr aus dem Ersten Weltkrieg die SPD-Ortsgruppe in Wesselburen, wechselte aber schon 1919 zur KPD.
Im August 1923 floh Heuck wegen einer Strafsache aus Wesselburen und wurde von der KPD-Leitung nach Mecklenburg geschickt, wo er unter falschem Namen die Landarbeiterbewegung leiten sollte. Zu Beginn des Jahres 1924 hielt er sich in Cottbus und Breslau auf, kam jedoch wiederholt unerkannt nach Wesselburen zurück, wo seine Frau weiterhin lebte. 1926 wurde er zu fünf Jahren Zuchthaus und einer Geldstrafe von 500 RM verurteilt. Nach seiner Amnestierung 1928 begab er sich wieder nach Wesselburen und verstärkte sofort die Werbetätigkeit der KPD in Dithmarschen. Nach kurzer Zeit wurde er Unterbezirksleiter der KPD und arbeitete von Heide (Holstein) und Itzehoe aus. Ulrich Pfeil schreibt den Aufschwung der KPD in Dithmarschen Ende der 20er Jahre Christian Heuck zu. Bei der Reichstagswahl 1930 erzielte die KPD in Norderdithmarschen 10,2 Prozent und lag damit an der Spitze der ländlichen Kreise in Schleswig-Holstein.
1929 kam Heuck wegen der Beteiligung an der von den Nazis so genannten Blutnacht von Wöhrden sechs Monate in Untersuchungshaft und wurde als Hauptangeklagter zu einem Jahr und neun Monaten Gefängnis verurteilt. Aufgrund seiner Verwicklung in die so genannte Blutnacht von Wöhrden war Heuck den Nazis besonders verhasst.

## Mandate
Von 1919 bis 1924 war Christian Heuck Stadtverordneter in Wesselburen. Von 1922 bis 1933 war er Mitglied des Provinziallandtages Schleswig-Holstein, von September 1930 bis zum 31. März 1933 auch Mitglied des Reichstages. Dort trat er vor allem mit polemischen Zwischenrufen auf, die mehrfach gerügt wurden. Als am 6. März 1931 der Reichsinnenminister Joseph Wirth von einer „geistigen Krise in unserem Volke“ sprach, rief Heuck:
„Herr Minister, Sie befinden sich dauernd in einer geistigen Krise.“
Sein Parteigenosse Ottomar Geschke trat am 26. März 1931 im Reichstag für Heuck ein:
„Unter  Punkt 7 […]  liegt der Antrag des Oberstaatsanwalts gegen meinen Parteifreund Heuck vor. Das ungeheure Verbrechen, das Herr Heuck begangen hat, besteht darin: um an einer Versammlung in Sonderburg, dem an Dänemark abgetretenen deutschen Teil, teilnehmen zu können, hat er sich einen Grenzschein, der 10 Pfennig kostet, nicht auf seinen Namen, der ihm nicht ausgestellt würde, sondern durch jemand anderes auf dessen Namen besorgen lasten. Wegen dieses Deliktes wird jetzt der Oberstaatsanwalt in Bewegung gesetzt. Dann wird der Reichstag in Bewegung gesetzt. Wegen der 10 Pfennig wird geschrieben und wird die Aushebung der Immunität beantragt, damit mein Parteifreund Heuck dem Richter übergeben werden kann. Meine Herren, Sie beweisen mit dieser Aufhebung der Immunität in Bausch und Bogen nur, daß durch die Verschärfung der Geschäftsordnung, die hier vor einigen Monaten beschlossen wurde, zugleich an die Polizeiorgane und die Justiz der Anreiz gegeben werden sollte und gegeben wurde, verschärft wegen jeder Kleinigkeit gegen kommunistische Abgeordnete vorzugehen. Gerade der Fall Heuck beweist am besten die Unrichtigkeit dessen, was sie im Ausschuß immer betont haben, daß Bagatellsachen einfach nicht stattgegeben würde, sondern hier wird einem Antrage des Oberstaatsanwalts oder der Justizbehörden ohne weiteres Folge geleistet. [...] Wir haben schon bei der Beratung der Geschäftsordnung, aber auch bei der Beratung des Republikschutzgesetzes darauf hingewiesen, daß diese Bestimmungen in erster Linie gegen die Kommunistische Partei und ihre Presse angewendet werden. “
Christian Heuck leitete den Rotfrontkämpferbund in Schleswig-Holstein. 1930 arbeitete er als Angestellter für die KPD in Itzehoe, 1932 in Kiel.

## Ermordung
Am 4. Februar 1933 wurde Christian Heuck von den Nationalsozialisten inhaftiert, nachdem er in einem Flugblatt zum Sturz Hitlers aufgerufen hatte. Am 27. Juni 1933 wurde er vom Reichsgericht Leipzig wegen Vorbereitung zum Hochverrat zu 21 Monaten Gefängnis verurteilt. Die Strafe musste er im Strafgefängnis von Neumünster absitzen. Am 23. Februar 1934 drangen SS-Leute unter Führung des Neumünsteraner Polizeichefs und SS-Mannes Hinrich Möller in Heucks Zelle im Strafgefängnis Neumünster ein, misshandelten ihn schwer und ermordeten ihn. Dabei gaben sie den Mord als Selbstmord durch Erhängen aus. Die fingierte Erhängung bescheinigte der Anstaltsarzt als Selbsttötung. Am 25. Januar 1934  war unter ähnlichen Umständen im selben Gefängnis der Kommunist Rudolf Timm ermordet worden.

## Gedenken

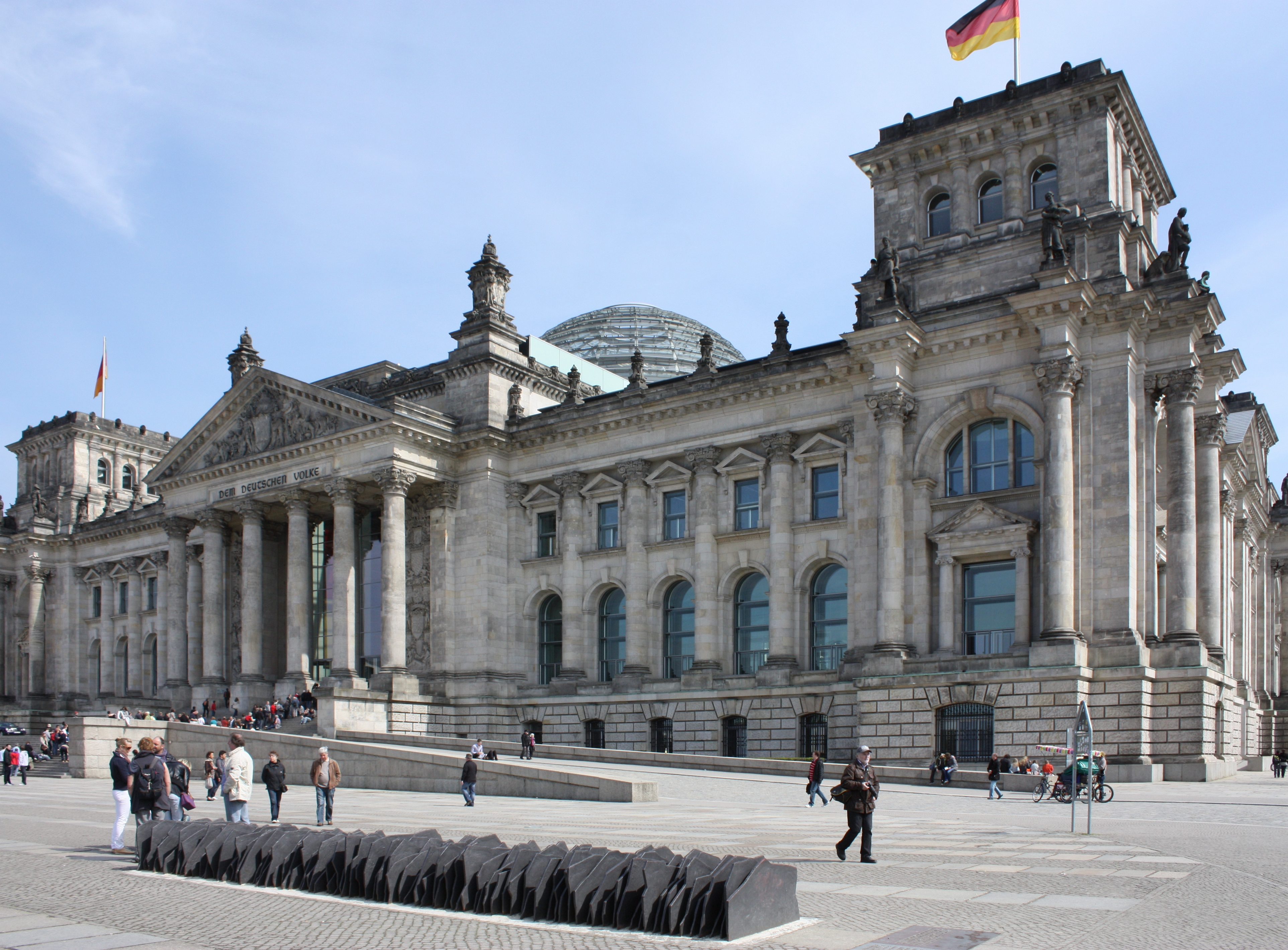
Gedenktafeln am Reichstag

Eine Gedenktafel im Reichstag erinnert im Rahmen des Denkmals für 96 vom NS-Regime ermordete Reichstagsabgeordnete an Heuck. Am 24. April 2009 wurde ein Stolperstein zur Erinnerung an Christian Heuck in Kiel (Wall 72a) verlegt. Auf dem Alten Urnenfriedhof in Kiel befindet sich ein Ehrengrab für Christian Heuck.